# Néoi
Les néoi constituaient une catégorie de jeunes gens, âgés de 20 à 30 ans, dans les cités hellénistiques.

## Description
Les néoi tenaient leur statut de leur participation à des activités publiques ou de leur richesse personnelle, plutôt que de leur naissance. Ce passage fait suite à l’éphébie, les néoi étaient alors en âge de participer à la vie publique, mais n'avaient pas encore atteint le statut de citoyens à part entière. Ils étaient souvent associés à des groupes de citoyens plus jeunes et représentaient une nouvelle génération d’élites.
Les néoi étaient organisés en groupes ou associations, qui étaient souvent associés à des sanctuaires religieux ou à des cultes. Les néoi participaient aux activités de la cité telles que cérémonies religieuses, compétitions sportives, festivals locaux, banquets ou autres événements publics. La participation des néoi à la vie publique leur permettait de développer des compétences sociales et politiques. En outre, leur participation aux associations pouvait souvent faciliter une future participation à la vie politique de la cité.
Les néoi constituaient aussi une importante force combattante et étaient souvent liés aux gymnases.